# Агилар, Элисабет
Элисабет Агилар (исп. Elizabeth Aguilar Gonzalez; 8 августа 1954 (или 18 августа 1954), Амека, Халиско, Мексика) — мексиканская актриса
, певица
 и фотомодель. Стала первой мексиканской Playmate, моделью, снявшейся для журнала Playboy в обнажённом виде.

## Биография
Родилась 8 августа 1954 года (по другим данным 18 августа того же года) в Амеке. После окончания средней школы поступила в UNAM, где она изучала драматургию и философию в течение нескольких лет, сразу же после окончания института она поступила в студию Эммы Пулидо, где она изучала джаз и классический танец. В 1977 году она оказалась на 2-м месте в конкурсе Nuestra Belleza Mexico и получила возможность выступить на конкурсе «Мисс мира». В мексиканском кинематографе дебютировала в 1978 году и с тех пор снялась в 33 работах в кино и телесериалах. Номинирована на премию Ariel Awards. В 1984 году снялась обнажённой для журнала Playboy и стала секс-символом Мексики в 1980-х годах.

## Избранная фильмография
- 1985—2007 — Женщина, случаи из реальной жизни
- 1991 — Шаловливая мечтательница — Лусия
- 2002 — Между любовью и ненавистью — Мирна
- 2005 — Наперекор судьбе — Койота
- 2008 — Завтра — это навсегда — Мадам
- 2011 — н. в. — Как говорится — Кармен